# Pareulepis sulcatisetis
Pareulepis sulcatisetis är en ringmaskart som beskrevs av Jones 1962. Pareulepis sulcatisetis ingår i släktet Pareulepis och familjen Eulepethidae. Inga underarter finns listade i Catalogue of Life.